# De Bello Gallico

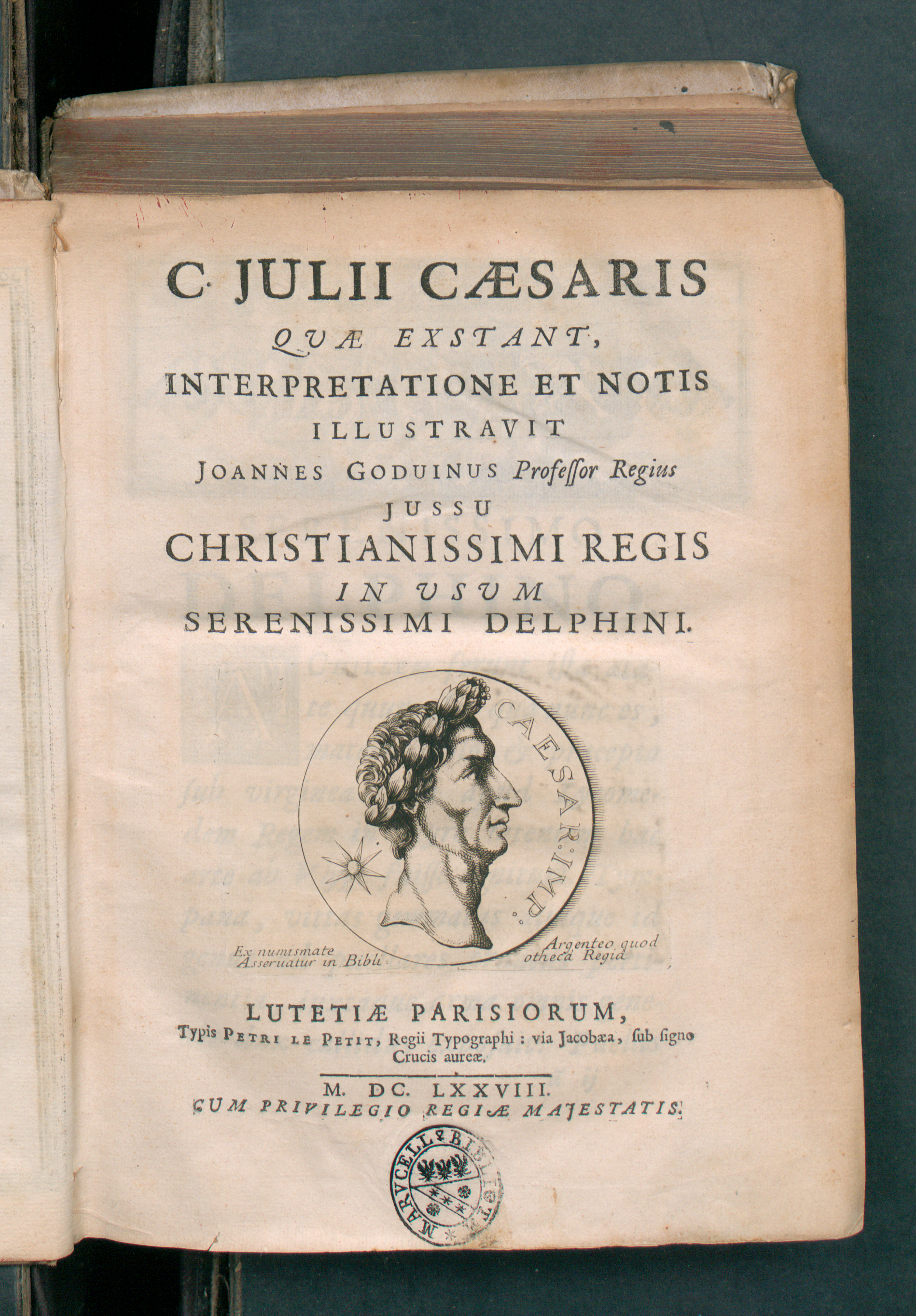
C. Iulii Caesaris quae extant, 1678

Commentarii de Bello Gallico (latim para "Comentários sobre a Guerra Gálica") é um texto de Júlio César onde ele relata as operações militares durante as Guerras da Gália, que se desenrolaram de 58 a.C. a 52 a.C., das quais ele foi vencedor.
A "Gália" à qual se refere César é toda a Gália, com exceção da Província Narbonense (hoje Provença), englobando toda a França atual, Bélgica e parte da Suíça. Em outras ocasiões ele se refere somente ao território habitado pelos Celtas (a quem os Romanos chamavam Gauleses), do Canal da Mancha a Lugduno (Lyon).
O De Bello Gallico foi escrito por volta de 50 a.C. sob a forma de memórias, com um cuidado aparente de objetividade, mas finalmente revelam sua intenção de apologia pessoal. Cada um dos livros de De Bello Gallico é consagrado a uma das sete campanhas de César na Gália, e constituem preciosos documentos históricos.

## Conteúdo
A obra começa com Júlio César descrevendo a Gália e a campanha contra os Helvécios — um conglomerado de povos cujo número (segundo César) ultrapassava os 300 mil —, que decidira migrar das regiões alpinas para o oeste, passando através de Provença e outras áreas do centro da Gália, ocupadas por tribos aliadas a Roma. Quando César deixou claro que não permitiria isso, eles formaram uma aliança com outras tribos, para lutar contra os romanos (58 a.C.).
Segue-se a descrição das campanhas contra outras tribos gaulesas e germânicas, e a invasão da Britânia. Por último, o livro trata da insurreição geral da Gália e da derrota de Vercingetórix na Batalha de Alésia.
César distingue três grupos étnicos que viviam na Gália e que foram subjugados por suas forças: os Gauleses (no centro do país), os aquitanos (que viviam onde hoje é a região francesa da Aquitânia), e os Belgas (no norte).
As campanhas militares geralmente se iniciavam no final do verão — com o abastecimento de grãos e construção de fortalezas — e terminavam no final do ano, quando César voltava para seus quartéis entre os Sequanos (seus aliados), para passar o inverno.
A obra completa contém oito seções, Livro 1 ao Livro 8, variando em tamanho de aproximadamente 5 000 a 15 000 palavras. Cada um dos livros de De Bello Gallico é consagrado a uma das sete campanhas de César na Gália, sendo o livro 8 escrito por Aulus Hirtius, após a morte de César.

## Importância histórica
O livro é também valioso pelos diversos fatos históricos e pontos geográficos (Gallia est omnis divisa in partes tres…) que podem ser apreendidos da obra, que foi também uma das primeiras a serem escritas na terceira pessoa. Capítulos notáveis são aqueles que descrevem os costumes dos Gauleses (VI, 13), sua religião (VI, 17), uma comparação entre os Gauleses e os Germanos (VI, 24) e outras notas curiosas como a falta de interesse dos Germanos pela agricultura (VI, 22).

## Uso para instrução do Latim
A obra tem sido um dos pilares da instrução do latim por causa de sua prosa simples e direta. Como vemos na dedicatória e introdução de Francisco Sotero dos Reis o ensino do Latim foi o objetivo principal da tradução, sendo publicada em versão bilíngue. Começa com a frase frequentemente citada "Gallia est omnis divisa in partes tres", que significa "A Galia está toda dividida em três partes".

## Historiografia

### Precisão
O relato de César foi amplamente tomado como verdadeiro e preciso até o século 20. O manuscrito de Nipperdey em 1847 foi considerado "monumental", e foi o primeiro exame crítico do texto, que considerava César infalível. Nipperdey até optou por modificar sua tradução do texto onde ele se contradizia, dando a César o benefício de quaisquer dúvidas. Mesmo em 1908, Camille Jullian escreveu uma história abrangente da Gália e tomou o relato de César como infalível. Mas depois da Segunda Guerra Mundial os historiadores começaram a questionar se as afirmações de César se sustentavam.
O historiador David Henige tem particular problema com a suposta população e contagens de guerreiros. César afirma que foi capaz de estimar a população dos helvécios porque em seu acampamento havia um censo, escrito em grego em tábuas, que teria indicado 263 000 helvécios e 105 000 aliados, dos quais exatamente um quarto (92 000) eram combatentes. Mas Henige ressalta que tal censo teria sido difícil de ser alcançado pelos gauleses, que não faria sentido ser escrito em grego por tribos não gregas e que carregar uma quantidade tão grande de tábuas de pedra ou madeira em sua migração teria sido um feito monumental. Henige acha estranhamente conveniente que exatamente um quarto fossem combatentes, sugerindo que os números eram mais prováveis de serem contados por César do que simplesmente contados pelo censo. Mesmo autores contemporâneos estimaram que a população dos Helvécios e seus aliados era menor, Lívio supôs que havia 157 000 no total. Mas Henige ainda acredita que esse número é impreciso.
Durante a campanha contra os Usipetes e os Tenceri, César faz a incrível afirmação de que os romanos enfrentaram um exército de 430 000 gauleses, que a vitória romana foi esmagadora, que os romanos não perderam um único soldado e que, após sua perda, os gauleses cometeram suicídio em massa. Henige acha toda essa história impossível, assim como Ferdinand Lot, escrevendo em 1947. Ló foi um dos primeiros autores modernos que questionou diretamente a validade dos números de César, achando inacreditável para a época uma força de combate de 430 000 homens.
Nem todos os contemporâneos de César acreditavam que o relato era preciso. Caio Asínio Pólio, que serviu sob César, observou que o relato havia sido montado sem muito cuidado ou consideração pela verdade. Ainda assim, Pollio atribuiu isso a erros dos tenentes de César, ou mesmo que César pretendia reescrever o texto com mais precisão. Até o século 20, os autores tendiam a seguir o pensamento de Pollio, atribuindo erros não a César, mas ao processo, como erros de tradução e transcrição ao longo do tempo. Ernest Desjardins, escrevendo em 1876, sugeriu (no que Henige considera ser muito caridoso por parte de Desjardins) que o erro nos números na campanha de Usipetes foi o resultado de uma transcrição errada de "CCCCXXX" em vez de "XXXXIII", o que significaria que o tamanho real da força gaulesa era na verdade apenas 43 000. Mas mesmo Henige sugere que é possível que os números nem sempre tenham sido escritos com precisão, e que os manuscritos sobreviventes mais antigos são apenas dos séculos IX a XII.
Parte da disputa sobre a historiografia do Commentarii gira em torno de autores modernos tentando usá-lo para estimar a população pré-romana da Gália. No século 18, os autores extrapolaram do texto populações de 40 a 200 milhões. Autores do século 19 adivinharam na faixa de 15 a 20 milhões com base no texto. Os autores do século 20 chegaram a 4 milhões, com Henige dando uma faixa moderna de 4 a 48 milhões entre os autores.
Em última análise, Henige vê o Commentarii como uma peça de propaganda muito inteligente escrita por César, construída para fazer César parecer muito maior do que ele era. Henige observa que o tom de fato de César e a escrita fácil de ler tornaram tudo mais fácil de aceitar suas afirmações bizarras. César procurou retratar sua luta como uma defesa justificada contra a barbárie dos gauleses (o que era importante, já que César tinha sido o agressor contrário às suas alegações). Ao fazer parecer que ele havia vencido contra probabilidades esmagadoras e sofrido baixas mínimas, ele aumentou ainda mais a crença de que ele e os romanos eram piedosos e destinados a vencer os bárbaros ímpios da Gália. No geral, Henige conclui que "Júlio César deve ser considerado um dos primeiros – e mais duráveis – 'spin doctors' da história".

### Autoria
A classicista Ruth Breindal acredita que é provável que César não tenha escrito diretamente a obra, mas em vez disso ditado a maior parte dela a um escriba em um momento e o escriba escreveu enquanto César falava, ou que o escriba tomou notas e escreveu o relato depois. Ainda assim, ela acredita que César teve uma mão esmagadora na criação da obra, mas acredita que grande parte da gramática e clareza da obra seja resultado do escriba ou escribas envolvidos. Breindal também considera que o ponto principal da obra é como uma peça de propaganda para proteger a reputação de César na política viciosa de Roma. O livro oito foi escrito após a morte de César em 44 a.C. pelo cônsul Aulo Hírcio; Hirtius deve ter escrito o livro antes de sua própria morte na guerra civil em 43 a.C.
O autor retrata os pensamentos de César com frequência, com ênfase em fazer César parecer eficiente, decisivo e direto, e que sua visão sobre como a guerra deve ser travada é a mesma. A obra pinta o conflito como inevitável e necessário.:108-112

### Como literatura
A partir da década de 1970, os críticos passaram a considerar a obra menos como história do que literatura, na tradição dos poetas seguirem o modelo de Homero.:6–9